# 深津郡
- 令制国一覧 > 山陽道 > 備後国 > 深津郡
- 日本 > 中国地方 > 広島県 > 深津郡

深津郡（ふかつぐん）は、広島県（備後国）にあった郡。

## 郡域
1878年（明治11年）に行政区画として発足した当時の郡域は、下記の区域にあたる。
- 福山市の一部（大門町の一部を除く芦田川以東かつ御幸町各町、横尾町、千田町各町、蔵王町、春日町各町、坪生町以南）
- 岡山県笠岡市の一部（用之江の一部）

## 歴史
- 養老5年4月20日（721年5月20日） - 安那郡の一部を割いて成立。

### 近世以降の沿革
- 明治初年時点では全域が備後福山藩領であった。「旧高旧領取調帳」に記載されている明治初年時点での村は以下の通り。（1町31村）

福山城下、木之端村、坪生村、野々浜村、津之下村、大門村、能島村、吉田村、浦上村、宇山村、市村、深津村、引野村、手城村、一番新涯村、二番新涯村、三番新涯村、多治米村、川口村、野上村、本庄村、三吉村、吉津村、奈良津村、木之庄村、坂田村、藪路村、千田村、中津原村、森脇村、上岩成村、下岩成村
- 明治4年
  - 7月14日（1871年8月29日） - 廃藩置県により福山県の管轄となる。
  - 11月15日（1871年12月26日） - 第1次府県統合により深津県の管轄となる。
- 明治5年6月5日（1872年7月10日） - 深津県が改称して小田県となる。
- 明治7年（1874年）（1町28村）
  - 一番新涯村・二番新涯村・三番新涯村が合併して新涯村となる。
  - 木之端村が深津村に合併。
- 明治8年（1875年）12月20日 - 岡山県の管轄となる。
- 明治9年（1876年）4月18日 - 広島県の管轄となる。
- 明治11年（1878年）11月1日 - 郡区町村編制法の広島県での施行により、行政区画としての深津郡が発足。「沼隈深津郡役所」が福山城下に設置され、沼隈郡とともに管轄。
- 明治22年（1889年）4月1日 - 町村制の施行により、以下の町村が発足。［ ］は合併した村。全域が現・福山市。（1町19村）
  - 福山町［福山城下[4]］、野上村、三吉村、川口村［多治米村・川口村・新涯村］、深津村、手城村、引野村、大津野村［津之下村・大門村・野々浜村］、坪生村、春日村［浦上村・能島村・吉田村・宇山村］、市村、吉津村、奈良津村、木之庄村、本庄村、中津原村、森脇村、下岩成村、上岩成村、千田村［藪路村・千田村・坂田村］
- 明治31年（1898年）10月1日 - 郡制の施行のため、深津郡・安那郡の区域をもって深安郡が発足。同日深津郡廃止。

## 現在の深津郡域
いずれも現・福山市。
- 旧・福山町 ： 沼隈・深津両郡の合同郡役所所在地。概ね現在の福山市中心部でかつての福山城下町
- 旧・野上村 ： 野上町1 - 3丁目、沖野上町1 - 6丁目、多治米町1 - 6丁目、緑町
- 旧・三吉村 ： 三吉町1 - 5丁目、三吉町南1 - 2丁目、入船町1 - 3丁目
- 旧・川口村 ： 川口町1 - 5丁目、東川口町1 - 5丁目、松浜町1 - 4丁目、曙町、新涯町の一部
- 旧・深津村 ： 東深津町1 - 7丁目、西深津町1 - 6丁目、王子町1 - 2丁目、明神町の一部
- 旧・手城村 ： 手城町1 - 4丁目、南手城町1 - 4丁目、東手城町1 - 4丁目、港町1 - 2丁目
- 旧・引野村 ： 引野町1 - 5丁目、引野町東、引野町北、平成台、ゆめ見ヶ丘、明神町の一部
- 旧・大津野村 ： 大門町1 - 8丁目、大門・野々浜・津之下・旭・日の出丘、幕山台、城興ヶ丘、鋼管町の一部、伊勢ケ丘の一部
- 旧・坪生村 ： 坪生町1 - 5丁目、坪生町南1 - 3丁目
- 旧・春日村 ： 春日町1 - 7丁目・春日町浦上・宇山、日吉台、能島1 - 3丁目、春日台、春日池、伊勢ケ丘の一部
- 旧・市村 ： 蔵王町1 - 6丁目、南蔵王町1 - 6丁目
- 旧・吉津村 ： 吉津町、北吉津町1 - 5丁目、東吉津町
- 旧・奈良津村 ： 奈良津町1 - 3丁目、緑陽町の一部、北美台、高美台、清水ヶ丘
- 旧・木之庄村 ： 木之庄町1 - 6丁目、久松台1 - 3丁目、向陽町1 - 2丁目
- 旧・本庄村 ： 本庄町中1 - 4丁目、北本庄町1 - 5丁目、南本庄町1 - 5丁目
- 旧・中津原村 ： 御幸町中津原
- 旧・森脇村 ： 御幸町森脇
- 旧・下岩成村 ： 御幸町下岩成
- 旧・上岩成村 ： 御幸町上岩成
- 旧・千田村 ： 千田町千田、坂田、藪路、緑陽町1 - 2丁目

## 行政
沼隈・深津郡長
| 代 | 氏名 | 就任年月日                | 退任年月日                | 備考                           |
| -- | ---- | ------------------------- | ------------------------- | ------------------------------ |
| 1  |      | 明治11年（1878年）11月1日 |                           |                                |
|    |      |                           | 明治31年（1898年）9月30日 | 安那郡との合併により深津郡廃止 |